# SDI
SDI (angleško "Suction Diesel Injection" oz. "Suction Diesel Direct Injection, nemško Saugdiesel Direkt Einspritzung) je dizelski motor z direktnim vbrizgom goriva. SDI je atmosfersko polnjeni (oz. neprisilno polnjeni) za razliko od TDI motorja, ki uporablja turbopolnilnik za prisilno polnjenje. SDI motor je razvila skupina Volkswagen, večinoma se uporablja v avtomobilih in kombijih, se pa uporablja tudi za pogon čolnov in v industrijskih aplikacijah.Vsi SDI motorji so vrstni motorji.
SDI motor razvija manj moči kot TDI motor enake prostornine, npr. 2.0 SDI iz Golf Mk5 razvija 55 kW(74 KM), medtem kot TDI 2.0 ravzija 103 kW (138 KM).